# Петрана Колева
Петрана Колева (болг. Петрана Колева; нар. 11 жовтня 1947, Белослав) — болгарська спортсменка, веслувальниця на байдарці, учасниця Олімпійських ігор.

## Спортивна кар'єра
Петрана Колева дебютувала на міжнародних змаганнях на чемпіонаті світу 1970 року в Копенгагені, де зайняла дев'яте місце в змаганнях байдарок-двійок. Наступного року на чемпіонаті світу в Белграді в змаганнях байдарок-двійок зайняла восьме місце.
На Олімпійських іграх 1972 в Мюнхені Петрана Колева брала участь в змаганнях байдарок-двійок з Наташою Петровою і зайняла восьме місце.